# اقبليين (آيت ألمان)
اقبليين هو دُوَّار يقع بجماعة آيت المان، إقليم بولمان، جهة فاس مكناس في المملكة المغربية. ينتمي الدوّار لمشيخة آيت ألمان التي تضم 8 دواوير. يقدر عدد سكانه بـ 189 نسمة حسب الإحصاء الرسمي للسكان والسكنى لسنة 2004.

## روابط خارجية
- البوابة الوطنية للجماعات الترابية
- المندوبية السامية للتخطيط